# Kobus
Kobus — рід, що включає шість видів африканських антилоп, усі з яких пов'язані з болотами, заплавами та іншими трав'янистими місцевостями поблизу води. Вони статеві диморфні, причому самиці менші й не мають рогів самців.

## Види
- Рід Kobus[1][2]

| Зображення | Назва                | Розповсюдження                                                   |
| ---------- | -------------------- | ---------------------------------------------------------------- |
|            | Kobus anselli        | Водно-болотні угіддя Упемба, Демократична Республіка Конго       |
|            | Kobus ellipsiprymnus | пн. ПАР на північ до Чаду та на захід до Кот-д'Івуару            |
|            | Kobus kob            | Сенегал на схід до Південного Судану і на південь до Уганди      |
|            | Kobus leche          | Ботсвана, Замбія, Демократична Республіка Конго, Намібія, Ангола |
|            | Kobus megaceros      | Південний Судан та Ефіопія                                       |
|            | Kobus vardonii       | пд. Демократична Республіка Конго, Намібія, Танзанія та Замбія   |